# Pseudogyna intermedia
Pseudogyna intermedia är en kackerlacksart som beskrevs av Robert Walter Campbell Shelford 1909. Pseudogyna intermedia ingår i släktet Pseudogyna och familjen jättekackerlackor.
Artens utbredningsområde är Zambia. Inga underarter finns listade i Catalogue of Life.